# ليندا إستيل
ليندا إستيل (بالهولندية: Linda Estelle)‏ هي مغنية هولندية، ولدت في 23 يناير 1974 في آرنم في هولندا.

## وصلات خارجية
- الموقع الرسمي